# 2001 no Brasil
Esta é uma cronologia dos fatos acontecimentos de ano 2001 no Brasil.

## Incumbente
- Presidente do Brasil - Fernando Henrique Cardoso (1995–2003)
- Vice-Presidente do Brasil - Marco Maciel (1995–2003)
- Presidente da Câmara dos Deputados
  - Michel Temer (1999–2001)
  - Aécio Neves (2001–2002)
- Presidente do Senado Federal
  - Antônio Carlos Magalhães (1999–2001)
  - Jader Barbalho (2001)
  - Ramez Tebet (2001–2003)

## Eventos
- 11 de janeiro: Incêndio atinge o estúdio do programa infantil Xuxa Park deixando 26 feridos, sendo 7 com gravidade. Xuxa Meneghel gravava o programa especial de carnaval e cantava seu maior sucesso, Ilariê, quando o fogo começou.
- 12 de janeiro: Tem início a terceira edição do Rock in Rio.
- 15 de janeiro: Primeiro voo da Gol Transportes Aéreos.
- 2 de fevereiro: O governo do Canadá suspende a importação de carne bovina brasileira por causa da doença da vaca louca.[1]
- 4 de fevereiro: O músico Herbert Vianna sofre um acidente de ultraleve em Mangaratiba, no Rio de Janeiro, que mata sua esposa, Lucy Needhan-Vianna, e o deixa paraplégico.[2]
- 19 de fevereiro: Megarrebelião organizada pelo Primeiro Comando da Capital atinge 29 presídios de São Paulo, deixando 14 detentos mortos e 19 agentes penitenciários feridos. Foi a maior rebelião registrada no Brasil até então.[3]
- 27 de fevereiro: Empatadas, Vai-Vai e Nenê de Vila Matilde conquistam o título do carnaval de São Paulo.[4]
- 28 de fevereiro: A Imperatriz Leopoldinense conquista o tricampeonato do Carnaval do Rio de Janeiro.[5]
- 15 de março: Três explosões na plataforma P-36, a maior de produção de petróleo do mundo, na Bacia de Campos, deixam onze funcionários mortos.[6]
- 15 de abril: Desabamento de passarela dentro de campus da Universidade Estácio de Sá na Barra da Tijuca, Zona Oeste do Rio de Janeiro, fere 54 pessoas.[7]
- 17 de maio: Entra em vigor o programa de racionamento de energia elétrica nas regiões Sudeste, Centro-Oeste e Nordeste. Medida foi anunciada pelo Governo Federal para controlar a Crise do Apagão.[8]
- 30 de maio: Em meio a denúncias por envolvimento no escândalo da violação do segredo do painel eletrônico, o senador Antônio Carlos Magalhães (PFL/BA) renuncia ao mandato para evitar sua cassação.
- 30 de julho: Coronel Ubiratan Guimarães é condenado a 632 anos de prisão pela morte de 102 presos do Massacre do Carandiru.[9]
- 21 de agosto: A estudante Patrícia Abravanel, filha do apresentador e empresário Silvio Santos, é alvo de um sequestro em São Paulo. Ela foi libertada do cativeiro após sete dias após o pagamento do resgate.[10]
- 30 de agosto: O apresentador Silvio Santos é sequestrado em sua casa no Jardim Morumbi, em São Paulo, após a mesma ser invadida por Fernando Dutra Pinto, que liderou a quadrilha que sequestrou sua filha, Patrícia, na semana anterior. Após 8 horas de negociação, o bandido se entregou à Polícia com a chegada do governador paulista Geraldo Alckmin ao local.[11]
- 24 de novembro: Incêndio em uma casa de shows deixa sete mortos e 197 feridos em Belo Horizonte, no estado de Minas Gerais.[12]
- 26 de novembro: Cento e seis presos fogem da prisão da Casa de Detenção de São Paulo por um túnel cavado, a maior fuga registrada de sua história.[13][14]

## Esportes
- 18 de janeiro: Vasco da Gama conquista a Copa João Havelange, torneio referente ao Campeonato Brasileiro de 2000, ao vencer o São Caetano no Estádio do Maracanã por 3-1. Partida final foi remarcada após a queda do alambrado em São Januário, em 30 de dezembro.[15]
- 7 de março: São Paulo conquista o Torneio Rio-São Paulo pela primeira vez ao vencer o Botafogo por 4-1 no Estádio do Maracanã e 2-1 no Estádio do Morumbi, com dois gols do jovem meio-campista Kaká.[16]
- 27 de maio: O piloto Hélio Castroneves vence pela primeira vez as 500 Milhas de Indianápolis, com Gil de Ferran chegando em segundo.
- 9 de junho: Após cair na semifinal diante da França, Seleção Brasileira é derrotada pela Austrália por 1-0 e termina em quarto lugar na Copa das Confederações. Técnico Emerson Leão é demitido após a competição.[17]
- 10 de junho: O tenista Gustavo Kuerten conquista o tricampeonato do torneio de Roland Garros ao derrotar o espanhol Alex Corretja por 3 a 1 sets na França.[18]
- 17 de junho: Grêmio conquista a Copa do Brasil ao derrotar o Corinthians na final com um empate em 2-2 no Estádio Olímpico Monumental e uma vitória por 3-1 no Estádio do Morumbi.[19]
- 11 de julho: Flamengo conquista o título da Copa dos Campeões derrotando o São Paulo na final com uma vitória por 5-3 no Estádio Almeidão e uma derrota por 3-2 no Estádio Rei Pelé.[20]
- 23 de julho: Seleção Brasileira perde para Honduras por 2-0 e é eliminada da Copa América.[21]
- 28 de outubro: Gil de Ferran conquista o bicampeonato da Fórmula Mundial da CART no GP da Austrália.
- 14 de novembro: Na última rodada das Eliminatórias para a Copa do Mundo de 2002, a Seleção Brasileira vence a Venezuela por 3-0 no Estádio Castelão de São Luís e conquista a classificação para o mundial da Coréia do Sul e Japão.[22]
- 23 de dezembro: Atlético Paranaense conquista pela primeira vez o Campeonato Brasileiro de Futebol ao vencer o São Caetano na final por 4-2 na Arena da Baixada e 1-0 no Anacleto Campanella.[23]

## Nascimentos
- 8 de agosto: Zaynara, cantora.
- 12 de setembro: Laura Barreto, atriz mirim.
- 22 de setembro: Gabriel Kaufmann, ator mirim.
- 24 de setembro: Jade Picon, influencer e atriz.

## Mortes
- 5 de janeiro: Aldo César, ator e dublador (n. 1928).
- 12 de janeiro:
  - Adhemar Ferreira da Silva, atleta (n. 1927).
  - Luiz Bonfá, cantor e compositor (n. 1922).
- 20 de janeiro: Nico Assumpção, contrabaixista (n. 1954).
- 6 de março: Mário Covas, governador do estado de São Paulo (n. 1930).
- 28 de abril: Elisa Martins da Silveira, pintora (n. 1912).
- 28 de abril: Carlos Scliar, desenhista, pintor, ilustrador, cenógrafo, roteirista e designer gráfico (n 1920).
- 30 de abril: Maria Clara Machado, escritora, dramaturga brasileira e autora de peças infantis (n. 1921).
- 16 de maio: Roni Rios, comediante e humorista de rádio e TV (n. 1936).
- 13 de junho: Marcelo Fromer, guitarrista da banda Titãs (n. 1961).
- 24 de junho: Milton Santos, geógrafo brasileiro (n 1926).
- 6 de agosto: Jorge Amado, escritor (n. 1912).
- 10 de setembro: Toninho do PT, arquiteto, professor universitário e político brasileiro (n. 1952).
- 26 de setembro: Walter Avancini, escritor, autor e diretor de telenovelas e minisséries (n. 1935).
- 9 de outubro: Roberto Campos, economista, diplomata e político brasileiro (n. 1917).
- 29 de dezembro: Cássia Eller, cantora, compositora (n. 1962).